# Philosophie de l'architecture
La philosophie de l'architecture est une branche de la philosophie qui étudie les fondements théoriques, la pratique et les œuvres de l'architecture. La philosophie de l'architecture s'intéresse plus précisément à la pensée architecturale, la production des œuvres et sa place au sein des arts en général, sous trois aspects principaux : esthétique, social et fonctionnel. Elle est indissociable d'une réflexion sur l'espace. L'une des théorisations les plus anciennes qui nous soit parvenue est le traité De l'architecture de Vitruve. Il existe différentes philosophies de l'architecture propres aux grands courants de l'histoire de l'esthétique, élaborées à la fois par des philosophes et des architectes.

## Histoire

### L'esthétique antique
Durant l'Antiquité gréco-romaine, de grandes œuvres sont construites qui ont fait date dans l'histoire de l'architecture. Une pensée théorique de l'architecture se développe parallèlement. Dans la Grèce antique, le philosophe Aristote prend le cas de l'architecture pour déduire sa définition de la production artistique. Il écrit :

« Et puisque l'architecture est un art, et est essentiellement une certaine disposition à produire, accompagnée de règle, et qu'il n'existe aucun art qui ne soit une disposition à produire accompagnée de règle, ni aucune disposition de ce genre qui ne soit un art, il y aura identité entre art et disposition à produire accompagnée de règle exacte. »

À l'époque romaine, l'architecte Vitruve rédige le plus grand traité qui nous soit parvenu, le De architectura ou De l'architecture.
On trouve aussi un court texte consacré à l'architecture dans l'encyclopédie de Pline l'Ancien, la Naturalis Historia ou Histoire naturelle. L'historien romain mentionne les architectes renommés, Chersiphron pour le temple d'Artémis à Éphèse, Philon d’Athènes pour son arsenal du Pirée, Ctésibios pour son art de l'hydraulique, et enfin Dinocrate pour ses plans de la ville d'Alexandrie.

### Philosophie des Lumières
L'architecte et théoricien Jacques-François Blondel se charge d'écrire les articles « Architecte » et « Architecture » de l'Encyclopédie dirigée par Diderot et d'Alembert, dans l'édition de 1751. Il a écrit plus de 500 articles et dessiné de nombreuses planches dans le domaine de l'architecture, jusqu'à son départ de l'entreprise encyclopédique en 1759.
Blondel rappelle l'origine grecque du mot « architecte » — αρχιτεκτων — qui signifie « principal ouvrier ». Il ajoute : « On entend par ce nom, un homme dont la capacité, l'expérience et la probité, méritent la confiance des personnes qui font bâtir ». Le Français pense que les architectes qui possèdent ces qualités sont « utiles à la société ».

### L'esthétique romantique

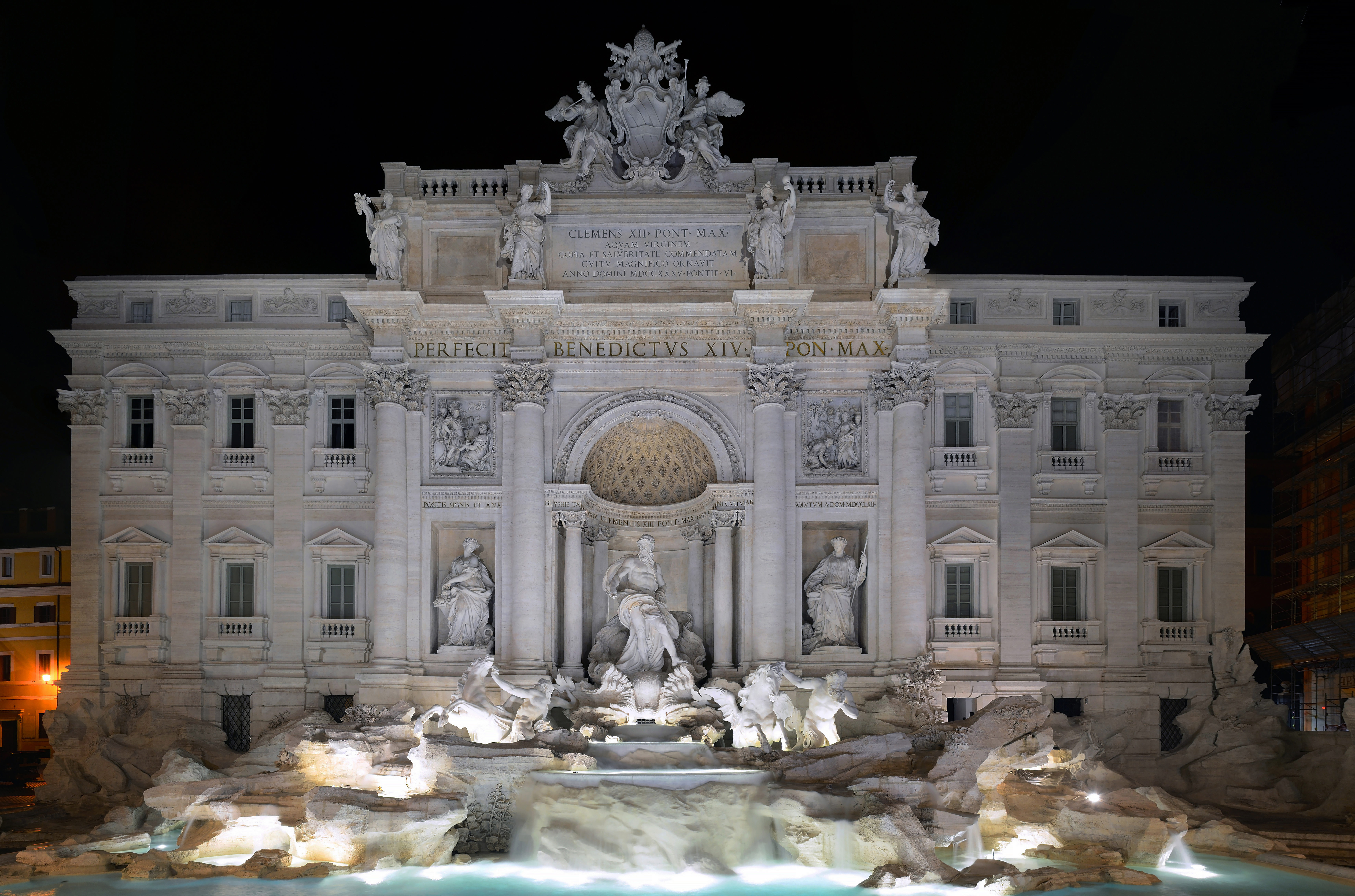
Schopenhauer admire la Fontaine de Trevi à Rome comme exemple d'hydraulique artistique. Photographie de F. Russo prise en 2018.

Arthur Schopenhauer, philosophe allemand appartenant au romantisme et grand philosophe de l'art, étudie l'architecture dans son maître-ouvrage Le Monde comme volonté et comme représentation. Il écrit que « Les œuvres de l’architecture, contrairement à celles des autres arts, n’ont que très rarement une destination purement esthétique ». L'architecture est soumise à des buts utilitaires, elle doit être fonctionnelle. Ses contraintes sont très fortes, mais d'un autre côté l'architecture est un métier « honorable » parce qu'elle est indispensable aux êtres humains. Schopenhauer apprécie particulièrement l'architecture « de l’Inde, de l’Égypte, de la Grèce et de Rome » ; il mentionne aussi l'architecture gothique.
Schopenhauer s'intéresse également à l'hydraulique, par exemple à l'utilisation des fontaines, et au paysagisme. Il donne des critères de beauté pour l'art des jardins : « Pour qu’un paysage soit beau, il faut avant tout qu’il réunisse une grande richesse de productions naturelles ; il faut ensuite que chacune d’elles se distingue nettement, se détache clairement, tout en respectant à la fois l’unité et la variété de l’ensemble ».
Quant à Friedrich Nietzsche, il consacre un paragraphe à l'architecture dans le Crépuscule des idoles en 1888. La démarche est similaire à celle de Schopenhauer, à savoir définir et positionner l'architecture par rapport aux autres arts, en se servant de sa philosophie. L'architecture constitue une exception à la dualité nietzschéenne de l'apollinien et du dionysiaque élaborée en 1872 dans La Naissance de la tragédie. L'apollinien et le dionysiaque sont deux types d'ivresse avec une finalité artistique : l'apollinien se traduit par le rêve, la contemplation distanciée de l'œuvre, tandis que dans le dionysiaque l'artiste fait corps avec la production artistique, il devient lui-même œuvre d'art. En d'autres termes, le dionysiaque est une sorte de transe extatique fortement liée à la musique et au rythme. La tragédie, quant à elle, constitue l'union suprême de l'apollinien et du dionysiaque.

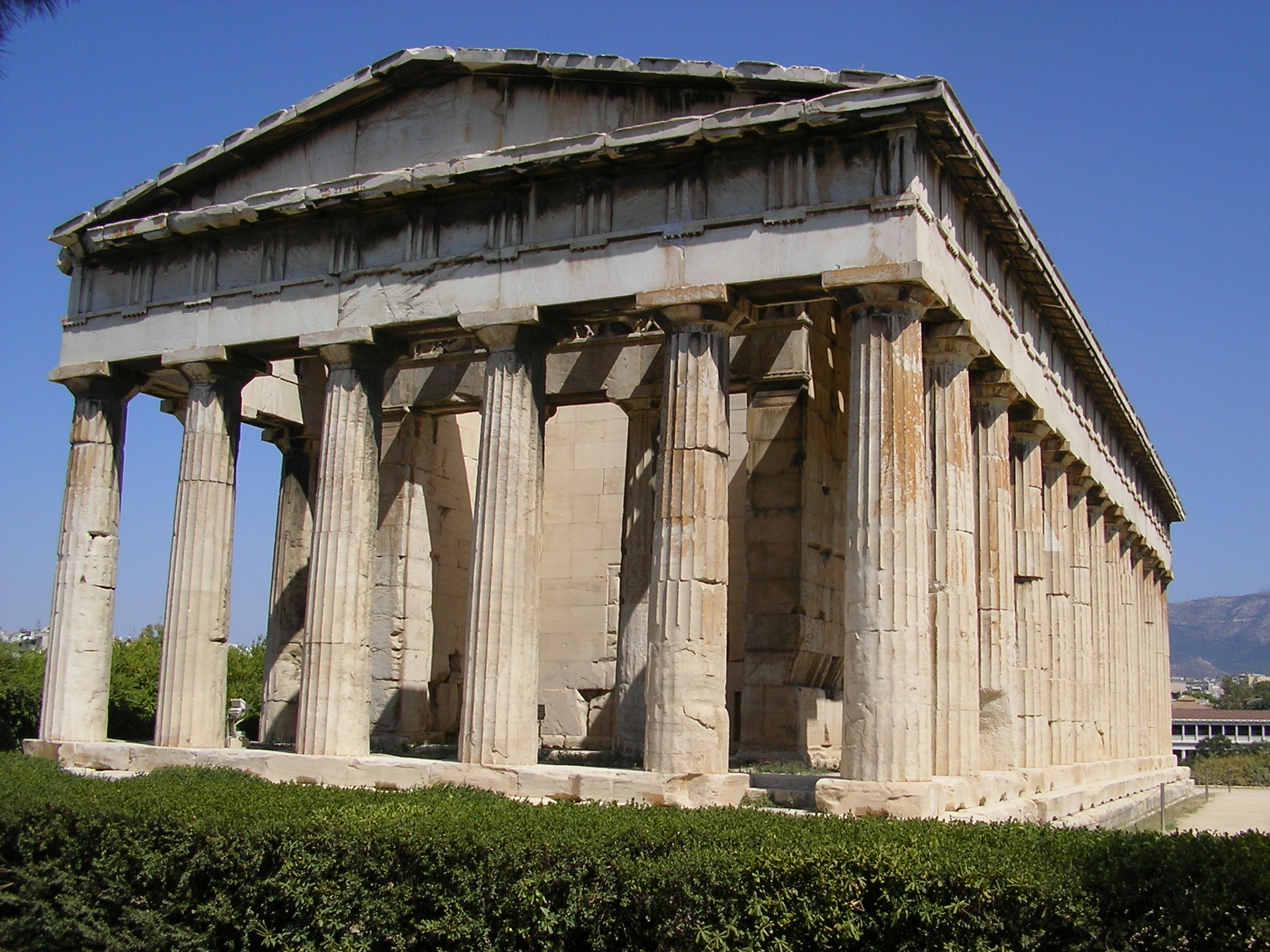
L'Héphaïstéion d'Athènes, temple dorique consacré à Héphaïstos et Athéna Ergané. Photographie de T. Nikkilä prise en 2006.

À propos de l'architecture, Nietzsche écrit :

« L’architecte ne représente ni un état dionysiaque, ni un état apollinien : chez lui, c'est le grand acte de la volonté, la volonté qui transporte les montagnes, l'ivresse de la grande volonté qui aspire à l'art. Les hommes les plus puissants ont toujours inspiré les architectes ; l'architecte a toujours été sous la suggestion de la puissance. L'édifice doit rendre manifeste la fierté, la victoire sur la pesanteur, la volonté de puissance ; l'architecture est une sorte d'éloquence de la puissance incarnée dans les formes, qui manie tantôt la persuasion, tantôt la flatterie, tantôt simplement l'impératif. »

L'architecture a ceci de commun avec les autres arts qu'elle repose sur une « ivresse », mais ce qui la singularise c'est l'expression directe de la volonté de puissance, c'est-à-dire la tendance à l'expansion et à la domination qui s'exerce ici sur la matière et contre la « pesanteur ». En ce sens, l'architecture est une lutte, une résistance, idée que l'on trouvera formulée à nouveaux frais chez Martin Heidegger à propos des temples grecs.

#### Antiquité, Moyen Âge, Renaissance
- Leon Battista Alberti (trad. Pierre Caye et Françoise Choay), L'Art d'édifier [« De re aedificatoria »], Paris, Éditions du Seuil, 2004 (1re éd. 1485), 512 p. (ISBN 978-2-02-012164-4).
- Aristote (trad. Jules Tricot), Éthique à Nicomaque, Paris, Vrin, coll. « Bibliothèque des textes philosophiques », 1997, 578 p. (ISBN 978-2-7116-0022-9, lire en ligne).
- Émile Boutmy, Philosophie de l'architecture en Grèce, Paris, Germer Baillière, 1870, 194 p. (lire en ligne).
- Erwin Panofsky (trad. Pierre Bourdieu), Architecture gothique et pensée scolastique, Paris, Minuit, 1967, 216 p. (ISBN 978-2-7073-0036-2).
- Pline l'Ancien (trad. Émile Littré), Histoire naturelle [« Naturalis Historia »], t. 1, Paris, Firmin Didot et Cie, 1877, 707 p. (lire en ligne).
- Vitruve (trad. du latin par Pierre Gros), De l'architecture [« De architectura »], Paris, Les Belles Lettres, 2015, 776 p. (ISBN 978-2-251-44507-6).
- Vitruve (trad. Claude Perrault), Les Dix livres d'architecture, Paris, Errance, 2017, 160 p. (ISBN 978-2-87772-619-1).

#### Lumières et Romantisme
- Jacques-François Blondel, « Architecte », dans Denis Diderot et Jean Le Rond d'Alembert, Encyclopédie ou Dictionnaire raisonné des sciences, des arts et des métiers, Paris, Institut de France - Académie des sciences, 2017 (lire en ligne), p. 616a.
- Jacques-François Blondel, « Architecture », dans Denis Diderot et Jean Le Rond d'Alembert, Encyclopédie ou Dictionnaire raisonné des sciences, des arts et des métiers, Paris, Institut de France - Académie des sciences, 2017 (lire en ligne), p. 617.
- Georg Wilhelm Friedrich Hegel, Esthétique, t. 1, Paris, Le Livre de Poche, 1997, 776 p. (ISBN 978-2-253-06718-4).
- William Morris (trad. de l'anglais par Thierry Gillybœuf), L'Art et l'artisanat, Paris, Payot et Rivages, 2011, 128 p. (ISBN 978-2-7436-2235-0).
- Friedrich Nietzsche (trad. de l'allemand par Éric Blondel), Crépuscule des idoles : ou Comment on philosophe au marteau, Paris, Hatier, 2011 (1re éd. 1888), 192 p. (ISBN 978-2-218-95900-4).
- Friedrich Nietzsche (trad. Michel Haar, Philippe Lacoue-Labarthe et Jean-Luc Nancy), La Naissance de la tragédie, Paris, Gallimard, 1986 (1re éd. 1872), 320 p. (ISBN 978-2-07-032342-5).
- John Ruskin (trad. de l'anglais par George Elwall), Les Sept lampes de l'architecture, Paris, Klincksieck, 2008 (1re éd. 1849), 256 p. (ISBN 978-2-252-03689-1).
- Arthur Schopenhauer (trad. Auguste Burdeau), Le Monde comme volonté et comme représentation, t. 1, Paris, Félix Alcan, 1912 (lire en ligne).

#### Modernisme
- Adolf Loos (trad. de l'allemand), Ornement et crime : et autres textes, Paris, Payot & Rivages, 2015, 221 p. (ISBN 978-2-7436-2982-3).
- Céline Poisson (dir.), Penser, dessiner, construire : Wittgenstein et l'architecture, Arles, Éditions de l'éclat, 2007, 254 p. (ISBN 978-2-84162-149-1).
- Paul Valéry, Eupalinos ou l'Architecte, L'Âme et la Danse, Dialogue de l'Arbre, Paris, Éditions Gallimard, coll. « Poésie », 1970, 192 p. (ISBN 978-2-07-030283-3).
- Ludwig Wittgenstein et Paul Engelmann (trad. de l'allemand par François Latraverse), Lettres, rencontres, souvenirs, Arles, Éditions de l'éclat, 2010, 320 p. (ISBN 978-2-84162-183-5).
- Ludwig Wittgenstein (trad. Gilles-Gaston Granger), Tractatus logico-philosophicus, Paris, Éditions Gallimard, coll. « Tél », 2001, 128 p. (ISBN 978-2-07-075864-7).

#### Pensée contemporaine
- Alain, Système des Beaux-Arts, Paris, Éditions Gallimard, 1983 (1re éd. 1920), 378 p. (ISBN 978-2-07-025424-8).
- Jean Attali, Le Plan et le Détail : Une philosophie de l'architecture et de la ville, Nîmes, Jacqueline Chambon, 2001, 286 p. (ISBN 978-2-87711-232-1).
- Gaston Bachelard, La Poétique de l'espace, Paris, PUF, coll. « Quadrige », 2012 (1re éd. 1957), 228 p. (ISBN 978-2-13-060677-2, lire en ligne).
- Jean Baudrillard et Jean Nouvel, Les Objets singuliers : Architecture et philosophie, Paris, Calmann-Lévy, 2000, 123 p. (ISBN 978-2-7021-3043-8).
- Philippe Boudon, Sur l'espace architectural : Essai d'épistémologie de l'architecture, Marseille, Parenthèses, coll. « Eupalinos », 2003, 160 p. (ISBN 978-2-86364-621-2, lire en ligne).
- Antoine Burret, Tiers lieux : et plus si affinités, Limoges, FYP éditions, 2015, 176 p. (ISBN 978-2-36405-126-3, lire en ligne).
- Anne Cauquelin, L'Invention du paysage, Paris, PUF, coll. « Quadrige », 2004, 160 p. (ISBN 978-2-13-061951-2).
- Françoise Choay, La Règle et le Modèle : Sur la théorie de l'architecture et de l'urbanisme, Paris, Éditions du Seuil, 1996, 384 p. (ISBN 978-2-02-030027-8).
- Françoise Choay, L'Urbanisme, utopies et réalités : Une anthologie, Paris, Éditions du Seuil, 2014, 464 p. (ISBN 978-2-7578-4439-7).
- Mona Chollet, Chez soi : Une odyssée de l'espace domestique, Paris, Zones, 2015, 330 p. (ISBN 978-2-35522-077-7).
- Benoît Goetz (préf. Jean-Luc Nancy), La Dislocation : Architecture et philosophie, Paris, Verdier, 2018, 336 p. (ISBN 978-2-86432-976-3).
- Benoît Goetz, Théorie des maisons : L'habitation, la surprise, Paris, Verdier, 2011, 218 p. (ISBN 978-2-86432-664-9).
- Martin Heidegger (trad. Wolfgang Brokmeier), Chemins qui ne mènent nulle part, Paris, Éditions Gallimard, 1986 (1re éd. 1950), 476 p. (ISBN 978-2-07-070562-7).
- Martin Heidegger (trad. André Préau), Essais et conférences, Paris, Éditions Gallimard, 1980, 378 p. (ISBN 978-2-07-022220-9).
- Martin Heidegger (trad. de l'allemand par Didier Franck), Remarques sur art, sculpture, espace, Paris, Payot & Rivages, 2015 (1re éd. 1964), 60 p. (ISBN 978-2-7436-3186-4).
- Mickaël Labbé (éd.), Philosophie de l'architecture : Formes, fonctions et significations, Paris, Vrin, 2017, 336 p. (ISBN 978-2-7116-2743-1).
- Didier Laroque, Sublime et architecture : recherche pour une esthétique, Paris, Hermann, 2010, 130 p. (ISBN 978-2-7056-7054-2).
- Michel Serres, Habiter, Paris, Le Pommier, 2011, 192 p. (ISBN 978-2-7465-0569-8).

#### Architecture virtuelle
- Anne Cauquelin, Le Site et le Paysage, Paris, PUF, coll. « Quadrige », 2013, 216 p. (ISBN 978-2-13-060895-0).
- Jean-François Lucas, « Les figures de l'habitant dans les mondes virtuels », Sciences du jeu, no 10,‎ 2018 (lire en ligne, consulté le 18 mai 2019).